# Sankt Othmar
Sankt Othmar ist eine Einöde im nördlichen Landkreis Aichach-Friedberg und ein Gemeindeteil des Marktes Pöttmes in der Gemarkung Handzell. Handzell wurde mit Sankt Othmar und seinen übrigen Gemeindeteilen am 1. April 1972 im Zuge der Gebietsreform in Bayern in den Markt Pöttmes eingegliedert.
Der Ort liegt auf einem 471 Meter hohen nordwestlichen Nebengipfel des 472 Meter hohen Gänsbergs.
Das Ortsbild wird geprägt von der katholischen Wallfahrtskirche St. Othmar, einer Filialkirche der Pfarrei Gundelsdorf. Bei der Volkszählung 1987 wurde ein Wohngebäude mit vier Einwohnern festgestellt.

## Geschichte
Die Kirche wurde im 15. Jahrhundert über einem romanischen Vorgängerbau errichtet. Das daran angebaute Mesnerhaus, das einzige Wohngebäude im Ort und heute in Privatbesitz, stammt vermutlich aus der Zeit um 1756.